# ベッツィ・ジョラス
ベッツィ・ジョラス（Betsy Jolas, 1926年8月5日 - ）は、パリ生まれでアメリカ系の出自を持つフランス在住の現代音楽の作曲家。両親は、ロレーヌ生まれのアメリカ人作家ウジェーヌ・ジョラスと、アメリカ人通訳のマリア・ジョラス。

## 略歴
ベッツィは1940年に両親とアメリカに移住し、現地にて和声と対位法をポール・ボエップルに、オルガンをカールヴァインリヒに、ピアノをエレーヌ・シュナーベルに師事した。デッソフ合唱団にてピアニスト、合唱家、オルガニストとしての活動を行いながらベニントン大学で学位を得る。
1946年にパリに帰還してからは、パリ国立高等音楽院にてダリウス・ミヨー、シモーヌ・プレ-コサード、オリヴィエ・メシアンに師事。1971年から1974年にかけてメシアンの代理として同音楽院にて楽曲分析クラスを担当、1975年に正式に教授となり、1978年に作曲クラスの教授となる。また、イェール大学、ハーバード大学、バークレー音楽院をはじめ、ミルズ大学のダリウス・ミヨーの講座などで教鞭をとる。
1953年のブザンソン国際作曲コンクールにて優勝。アメリカ芸術・文学アカデミー会員。1995年には三幕から成るオペラ「シュリーマン」が、アラン・フランソンの演出、ケント・ナガノの指揮によって、リヨン歌劇場にて初演された。ジャズトランペッターのアントワーヌ・イルーズは息子。2019年にはロンドンで新作が上演された。

## 受賞歴
- 国民音楽大賞 (1974)
- パリ市大賞 (1981)
- フランス著作権管理団体大賞 (1982)
- 芸術文化勲章コマンドゥール (1985)
- モーリス・ラヴェル国際賞 (1992)
- レジオンドヌール勲章シュヴァリエ (1997)